# Europejska Wieś Bociania
Europejska Wieś Bociania – miejsce w którym znajduje się ponad 30 zasiedlonych gniazd bocianich rozlokowanych na słupach, budynkach oraz drzewach. To niezwykłe przyrodnicze zjawisko znajduje się w Dworku Pentowo.

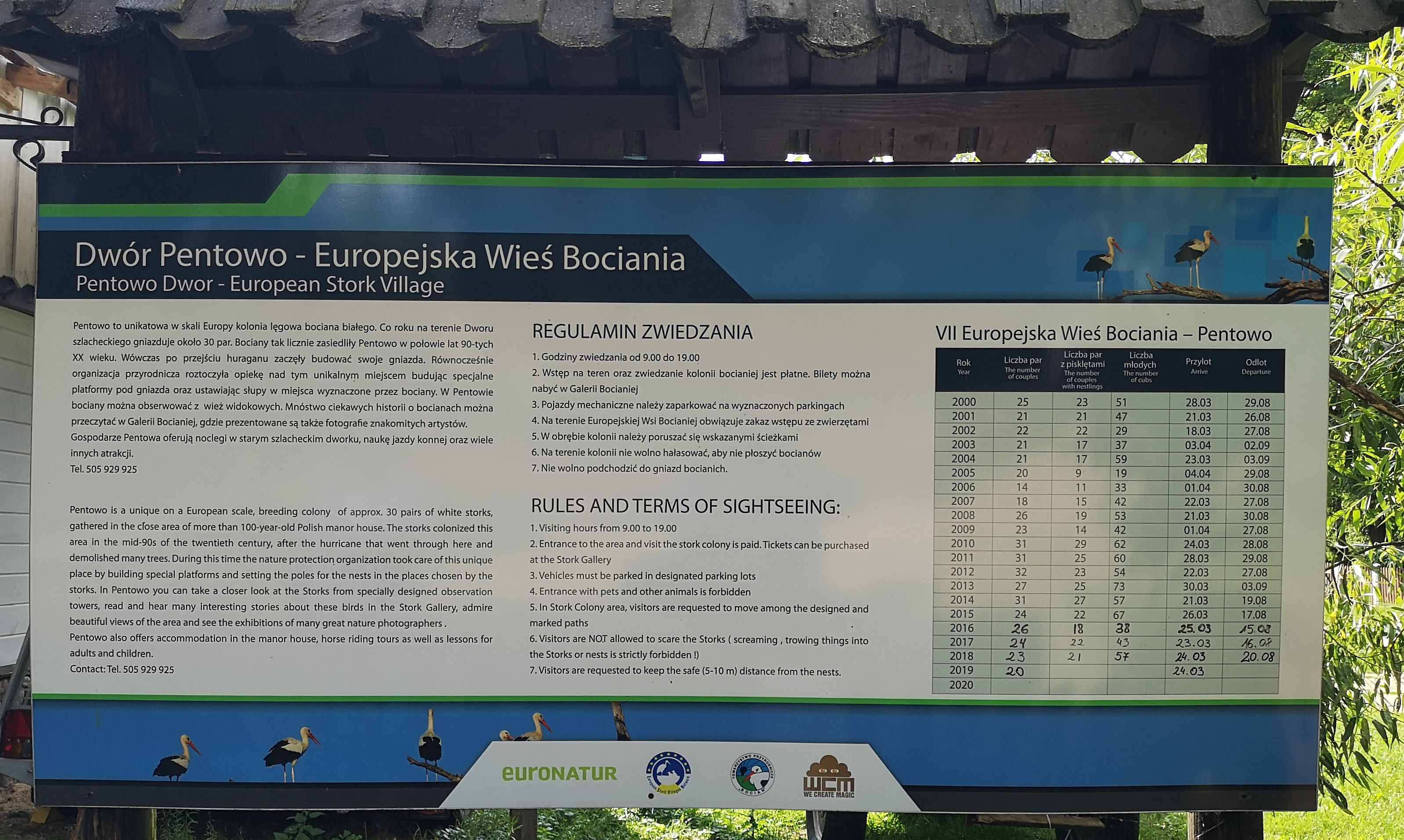
Pentowo, europejska wieś bociania

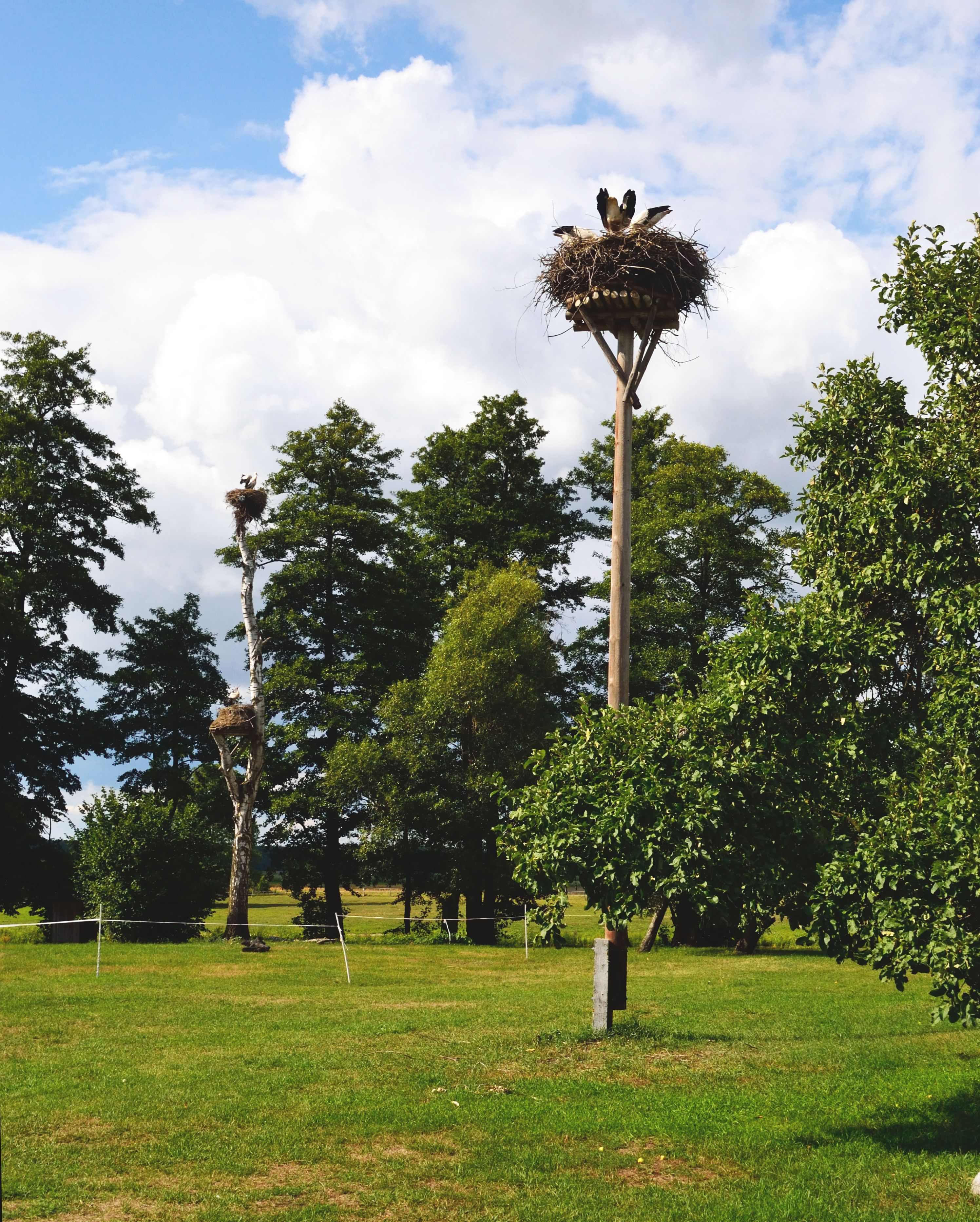
Pentowo, gniazda bocianów

## Położenie
Europejska Wieś Bociania jest położona na Podlasiu niedaleko zabytkowego Dworku Pentowo, w miejscowości Kolonia Kaczorowo, na zachodnich rubieżach Tykocina.

## Historia
Huragan w 1991 roku, który przeszedł nad Pentowem doprowadził do ogołocenia drzew z konarów, gałęzi oraz połamania drzew. Ze względu na to, że owo miejsce znajduje się na szlaku przelotu bocianów między Afryką a Polską zostało ono dostrzeżone przez ptaki. Bociany z dnia na dzień w ekspresowym tempie zaczęły budować gniazda i się osiedlać. W pierwszym stadium osiedlania ornitolodzy stwierdzili iż trakcje elektryczne stanowią duże niebezpieczeństwo dla ptaków i ustawili w pobliżu specjalne platform  i słupy. Europejska Fundacja Ochrony Dziedzictwa Przyrodniczego – Euronatur stworzyła tytuł Europejskiej Wsi Bocianiej dla miejscowości i gmin, które przedstawiły znaczące działania w celu ochrony i konserwacji miejsc lęgowych bociana białego na ich terenie. Pentowo otrzymało to wyróżnienie jako siódme w 2001 roku.

## Atrakcje turystyczne
W każdą ostatnią sobotę od maja do września można posłuchać koncertu muzyki klasycznej w plenerowej panoramie „Sangórki”, która znajduje się na terenie majątku Pentowo. W niedalekim sąsiedztwie bocianów oraz koni, o każdej  porze roku dostępne jest również miejsce ogniskowe. Wszyscy zainteresowani jazdą konną mają możliwość nauczenia się  podstaw jazdy konnej co pozwoli im samodzielnie ruszyć na wyprawę plenerową.